# Jemp Michels
Jean Pierre Nicolas (Jemp) Michels (Esch-sur-Alzette, 1 april 1906 – Luxemburg-Stad, 16 augustus 1989) was een Luxemburgs architect, interieurarchitect, kunstschilder en beeldhouwer.

## Leven en werk
Jemp Michels was een zoon van Jean-Pierre Michels (1877-1917) en Anne Hélène Hamilius.  Zijn vader was handelaar en van 1912 tot aan diens overlijden burgemeester in Esch. Hij bezocht de Industrieschool in Esch en studeerde architectuur aan de École des beaux-arts in Parijs, waarna hij in de periode 1930-1932 voor verdere studie in Duitsland verbleef. In 1934 trouwde hij met Christine Marie Antoinette Rippert.
Als zelfstandig architect en binnenhuisarchitect was Michels vanaf begin jaren 1930 actief. Hij coördineerde onder meer de inrichting van het Luxemburgs paviljoen op de New York World's Fair (1939) en was na de Tweede Wereldoorlog betrokken bij de wederopbouw in Luxemburg. Vanaf 1949 vertegenwoordigde hij Luxemburg bij de Association pour l'organisation d'expositions nationales et internationales en bij de Union des foires internationales. Hij werd benoemd tot directeur van de Société des foires internationales de Luxembourg, en was voorzitter van de Fédération nationale des architectes en van het Syndicat d'initiative et du tourisme de la ville de Luxembourg.
Naast zijn werk als (interieur)architect, was Michels uitvoerend kunstenaar. Tijdens zijn studie in Parijs ontmoette hij Auguste Trémont, die net als hij was geïnteresseerd in de beeldhouwkunst. Michels beeldhouwde en schilderde en tekende onder meer landschappen en stadsgezichten in Parijs en Luxemburg-Stad. Hij sloot zich aan bij de Cercle Artistique de Luxembourg (CAL), waar hij vanaf 1926 deelnam aan de jaarlijkse salons. In 1951 richtte hij met een aantal vrienden de groep CAVO op, die tentoonstellingen organiseerde met werk van jonge Luxemburgse kunstenaars. Van 1962 tot 1968 was Michels, als opvolger van Victor Engels, voorzitter van de CAL.
Jemp Michels werd benoemd tot ridder in de Orde van de Eikenkroon (1958) en commandeur in de Orde van Verdienste van het Groothertogdom Luxemburg (1975). Hij overleed in 1989, op 83-jarige leeftijd. Het Musée national d'archéologie, d'histoire et d'art bezit twee portretten van Michels, die door collegakunstenaars Auguste Tremont en Joseph Probst werden geschilderd.

## Enkele werken
- 1938 warenhuis Rosenstiel in Esch-sur-Alzette. In samenwerking met partner Léon Leclerc.
- 1949 Maison Santos, Luxemburg-Stad
- 1950 Cité ouvrière Eugène Reichling in Esch-sur-Alzette, met Robert Lentz.[7]
- ca. 1955 arbeiderswijk Eugène Reichling

- Musée national d'archéologie, d'histoire et d'art: lkl000819